# Primera categoria del Campionat de Catalunya de futbol 1921-1922
Resultats de la lliga de Primera categoria del Campionat de Catalunya de futbol 1921-1922.

## Sistema de competició
La competició, anomenada Primera Categoria A, va ser disputada per 6 equips en un grup únic. El primer classificat es proclamà campió de Catalunya i es classificà per disputar el Campionat d'Espanya. El sisè classificat disputà la promoció de descens.

## Classificació final
| Pos | Equip              | PJ | PG | PE | PP | GF | GC | DG  | Pts | Classificació |
| --- | ------------------ | -- | -- | -- | -- | -- | -- | --- | --- | ------------- |
| 1   | FC Barcelona (C)   | 10 | 9  | 1  | 0  | 63 | 8  | +55 | 19  | Campió        |
| 2   | CE Europa          | 10 | 5  | 3  | 2  | 22 | 20 | +2  | 14  | (+1)          |
| 3   | L'Avenç de l'Sport | 10 | 3  | 2  | 5  | 18 | 29 | −11 | 9   | (+1)          |
| 4   | FC Internacional   | 10 | 3  | 1  | 6  | 17 | 32 | −15 | 9   | (+2)          |
| 5   | CE Sabadell        | 10 | 2  | 3  | 5  | 20 | 22 | −2  | 6   | (-1)          |
| 6   | RCD Espanyol (O)   | 10 | 2  | 2  | 6  | 12 | 41 | −29 | 3   | Promoció (-3) |

El Barça tornà a obtenir el campionat cedint només un empat enfront l'Europa. L'Espanyol, darrer classificat, va haver de disputar la promoció de descens davant l'Espanya, campió de la Primera Categoria B.
Durant la temporada va haver molts problemes per incompliment de tràmits referent a les llicències dels jugadors. Per aquest motiu l'Espanyol va perdre 3 punts a la classificació final i el Sabadell un altre. Aquests punts van anar a parar a l'Europa, Internacional (2 punts) i Avenç de l'Sport.
Fou la darrera temporada de l'històric FC Internacional a Primera A, a causa de la fusió amb l'altre equip del barri, el Centre d'Esports de Sants, formant la Unió Esportiva de Sants. Durant la temporada es produí la inauguració del Camp de Les Corts.

## Resultats
| Primera volta | Primera volta | Primera volta             | Primera volta |
| Jornada       | Data          | Local - Visitant          | Resultat      |
| ------------- | ------------- | ------------------------- | ------------- |
| 1             | 16-10-1921    | Barcelona - Sabadell      | 5-2           |
| 1             | 16-10-1921    | Avenç - Espanyol          | 6-1           |
| 1             | 16-10-1921    | Europa - Internacional    | 2-1           |
| 2             | 23-10-1921    | Barcelona - Europa        | 4-1           |
| 2             | 23-10-1921    | Avenç - Internacional     | 1-2           |
| 2             | 23-10-1921    | Espanyol - Sabadell       | 1-1           |
| 3             | 06-11-1921    | Sabadell - Europa         | 6-1           |
| 3             | 06-11-1921    | Espanyol - Internacional  | 1-2           |
| 3             | 06-11-1921    | Avenç - Barcelona         | 1-7           |
| 4             | 13-11-1921    | Internacional - Barcelona | 2-5           |
| 4             | 13-11-1921    | Europa - Espanyol         | 2-2           |
| 4             | 13-11-1921    | Sabadell - Avenç          | 2-3           |
| 5             | 20-11-1921    | Espanyol - Barcelona      | 0-9           |
| 5             | 20-11-1921    | Europa - Avenç            | 2-2           |
| 5             | 12-02-1922    | Internacional - Sabadell  | 1-1           |
|               |               |                           |               |

| Segona volta | Segona volta | Segona volta              | Segona volta |
| Jornada      | Data         | Local - Visitant          | Resultat     |
| ------------ | ------------ | ------------------------- | ------------ |
| 6            | 29-01-1922   | Sabadell - Barcelona      | 0-5          |
| 6            | 29-01-1922   | Espanyol - Avenç          | 2-0          |
| 6            | 29-01-1922   | Internacional - Europa    | 3-4          |
| 7            | 04-12-1921   | Europa - Barcelona        | 1-1          |
| 7            | 04-12-1921   | Internacional - Avenç     | 1-3          |
| 7            | 04-12-1921   | Sabadell - Espanyol       | 5-0          |
| 8            | 18-12-1921   | Europa - Sabadell         | 2-1          |
| 8            | 18-12-1921   | Internacional - Espanyol  | 2-5          |
| 8            | 12-02-1922   | Barcelona - Avenç         | 8-1          |
| 9            | 15-01-1922   | Barcelona - Internacional | 9-0          |
| 9            | 15-01-1922   | Espanyol - Europa         | 0-4          |
| 9            | 15-01-1922   | Avenç - Sabadell          | 1-1          |
| 10           | 22-01-1922   | Barcelona - Espanyol      | 10-0         |
| 10           | 22-01-1922   | Avenç - Europa            | 0-3          |
| 10           | 22-01-1922   | Sabadell - Internacional  | 1-3          |
|              |              |                           |              |

## Golejadors
| Gols |                   |                    |
| ---- | ----------------- | ------------------ |
| 19   | Paulino Alcántara | FC Barcelona       |
| 19   | Climent Gràcia    | FC Barcelona       |
| 11   | Vicenç Martínez   | FC Barcelona       |
| 7    | Enric Alegre      | CE Europa          |
| 5    | Francesc Tena II  | CE Sabadell        |
| 5    | Francesc Cabedo   | CE Sabadell        |
| 5    | Vicenç Tonijuan   | FC Internacional   |
| 5    | Josep Julià       | CE Europa          |
| 5    | Joan Coca         | L'Avenç de l'Sport |
| 5    | Bordas            | L'Avenç de l'Sport |
| 5    | Molera            | L'Avenç de l'Sport |
|      |                   |                    |

Notes
- Segons la premsa de l'època que es consulti els golejadors poden variar i en alguns casos poden no ser esmentats, per la qual cosa la classificació pot contenir errors.

## Promoció de descens
En els partits de promoció entre el darrer de Primera A i el campió de Primera B, l'Espanyol derrotà l'Espanya, aconseguint, per tant, romandre a Primera A la següent temporada.
| FC Espanya | 0 - 2 | RCD Espanyol    |
| ---------- | ----- | --------------- |
|            |       | Ventura · Urgel |

| RCD Espanyol                     | 3 - 0 | FC Espanya |
| -------------------------------- | ----- | ---------- |
| Sotillos · Montesinos · Sotillos |       |            |